# پتریایوو
پتریایوو (انگلیسی: Petryayevo) یک شهرک در شهرستان چیشمینسکی در استان باشقیرستان کشور روسیه است.